# Maretraite Mall
De Maretraite Mall is een winkelcentrum in Paramaribo, de hoofdstad van Suriname. In het pand bevinden zich een groot aantal winkels en horecagelegenheden, een kinderspeelplaats en filialen van Surinaamse instellingen zoals EBS, SWM en DSB. Ook bevindt zich hier het onderstation van de EBS die voorziet in de energiebehoefte van 16.000 huishoudens en bedrijven.
Het werd in 2006 geopend in het noorden van Paramaribo en was toen de grootste mall in het Caraïbisch gebied. In de tussentijd groeide de Hermitage Mall in omvang, die in het zuiden van Paramaribo is gevestigd. Medio jaren 2010 volgde nog de Suriname Times Mall nabij de Waterkant.

## Architectuur
Het pand werd gebouwd in opdracht van een Chinese eigenaar die er zeven miljoen USD voor betaalde. Het gebouw heeft een oppervlakte van 10.000 vierkante meter en is ontworpen door een onbekende Chinese architect.
De Nederlandse architect Gerben van der Vorm was in 2006 kritisch over het gebouw in de Parbode. Hij kwalificeerde het bouwwerk als een puinbak, omdat er weinig creativiteit in was verwerkt en het aan detaillering en afwerking zou ontbreken. Ook zou een pand van deze omvang niet als een geheel gebouwd mogen worden, maar in onafhankelijke delen die onderling lichtelijk kunnen bewegen.
Zowel de brandweer als andere autoriteiten zouden niet betrokken zijn geweest bij de bouw en de vergunning werd verstrekt door een enkele bestuursambtenaar. Het hotel op de tweede verdieping zou later zijn ingetekend, waardoor de vloer daar niet op berekend zou zijn. De staalconstructie zou bestemd zijn voor loodsen en niet voor een gebouw waar veel mensen komen. Er ontbrak een automatische sprinklerinstallatie en de opschriften op de brandblussers waren in het Chinees. Een incident als een brand zou kunnen uitlopen op een ramp, aldus Van der Vorm in 2006, omdat bij een sterke rookontwikkeling de vier trappen onbruikbaar kunnen worden en er dan alleen nog een enkele brandtrap buiten het pand overblijft.

## Teruggang in de jaren 2010
Vijf à tien jaar na de opening sprongen mankementen van het pand in het oog, zoals scheuren, hoogteverschillen, kapotte plafonds en gebroken en bij regenachtig weer gladde tegels, evenals andere onwenselijkheden zoals kakkerlakken. Meerdere leegstaande units zorgden voor een troosteloze aanblik. In de jaren 2010 werden wel verschillende pogingen gedaan om het pand aantrekkelijker te maken.
De tweede verdieping werd gerenoveerd, waarbij de kinderspeelplaats en foodcore plaatsmaakten voor kleine units waar ook voldoende huurders voor gevonden werden. Later vertrokken ze echter een na een. Zij maakten plaats voor groothandelaren die partijen verkopen aan Brazilianen en Cubanen die ze in hun eigen land doorverkopen. Het karakter van de mall veranderde daardoor van een gezellig shoppingcenter naar in 2020 een handelsplaats voor de groothandel. In de units zijn de waren in dozen verpakt. Een enkele unit is nog als boetiek ingericht.
In 2018 was de eigenaar zodanig in geldnood geraakt dat er een veilig van het gebouw dreigde. Deze kwam er in 2019 alsnog, waarop het pand dertig miljoen SRD (circa vier miljoen USD) opbracht. Zijn schuldenpositie was evenwel groter.